# Liste der Baudenkmäler in Stötten am Auerberg
Auf dieser Seite sind die Baudenkmäler in der schwäbischen Gemeinde Stötten am Auerberg zusammengestellt. Diese Tabelle ist eine Teilliste der Liste der Baudenkmäler in Bayern. Grundlage ist die Bayerische Denkmalliste, die auf Basis des Bayerischen Denkmalschutzgesetzes vom 1. Oktober 1973 erstmals erstellt wurde und seither durch das Bayerische Landesamt für Denkmalpflege geführt wird. Die folgenden Angaben ersetzen nicht die rechtsverbindliche Auskunft der Denkmalschutzbehörde.
 Die Liste gibt den Fortschreibungsstand vom 4. Juli 2018 wieder und umfasst 31 Baudenkmäler.

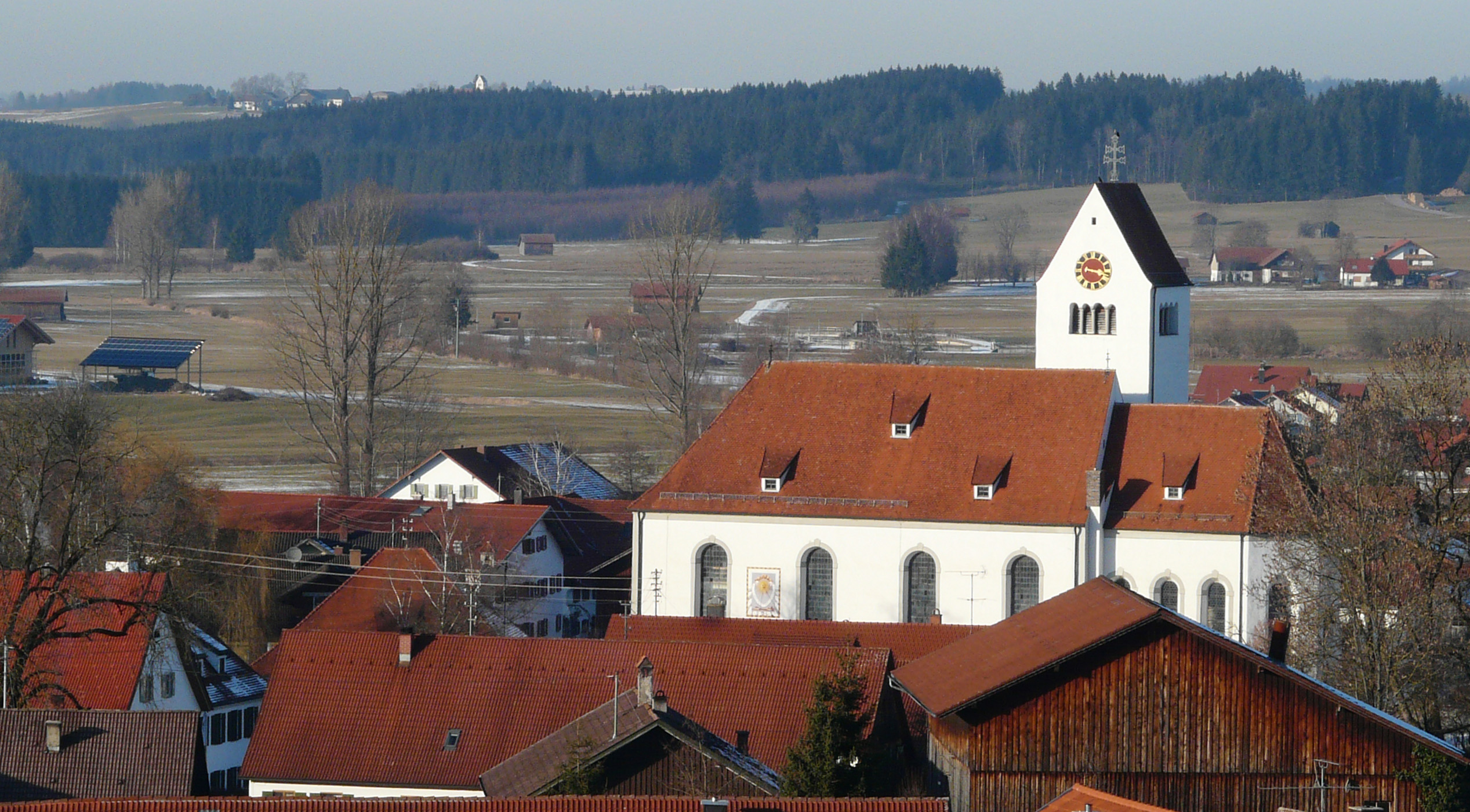
Stötten am Auerberg von Süden

## Baudenkmäler nach Ortsteilen

### Stötten
| Lage                                                        | Objekt                                     | Beschreibung | Akten-Nr.     | Bild                                 |
| ----------------------------------------------------------- | ------------------------------------------ | --- | ------------- | ------------------------------------ |
| Auf dem Berg, 200 Meter ostwärts der Pfarrkirche (Standort) | Ehemalige Friedhofskapelle St. Maria       | Kleiner Saalbau mit knapp eingezogenem Halbrundchor, 1811; mit Ausstattung. | D-7-77-171-15 | Ehemalige Friedhofskapelle St. Maria |
| Burker Straße 3 (Standort)                                  | Bauernhaus                                 | Zweigeschossiger verputzter Ständerbau mit Hakenschopf und Mittertenne, reich bemalte Büge, Pfetten und Stichbalken, über dem Tennentor, bezeichnet mit „1831“. | D-7-77-171-4  | Bauernhaus                           |
| Burker Straße 22 (Standort)                                 | Hausfigur                                  | Heiliger Magnus, Mitte 18. Jahrhundert. | D-7-77-171-2  | Hausfigur                            |
| Dorfstraße 1 (Standort)                                     | Hausfigur                                  | Kruzifix, 18. Jahrhundert. | D-7-77-171-5  | Hausfigur                            |
| Dorfstraße 7 (Standort)                                     | Schmiedeeiserner Ausleger                  | Zweites Viertel 18. Jahrhundert. | D-7-77-171-6  | Schmiedeeiserner Ausleger            |
| Dorfstraße 13 (Standort)                                    | Pfarrhaus                                  | Zweigeschossiger Walmdachbau, Ende 17. Jahrhundert, umgestaltet 1739/40. | D-7-77-171-7  | Pfarrhaus                            |
| Dorfstraße 23 (Standort)                                    | Hausfigur                                  | Auferstehungschristus, um 1770/80; in Wandnische. | D-7-77-171-8  | Hausfigur                            |
| Dorfstraße 28 (Standort)                                    | Katholische Pfarrkirche St. Peter und Paul | Saalbau mit eingezogenem Chor mit Dreiseitschluss und mächtigem nördlich angestelltem Turm mit Satteldach und vierteiligen Klangarkaden, im Kern spätgotisch, Ende 15. Jahrhundert, Chor wohl zweite Hälfte 16. Jahrhundert, Erhöhung des Langhauses 1719/20 nach Plänen von Johann Jakob Herkommer durch Thomas Wind, Verlängerung nach Westen und nochmalige Erhöhung 1780/81 von Benedikt Nigg, Sakristei mit abgeschlepptem Pultdach, 1774; mit Ausstattung. | D-7-77-171-10 | weitere Bilder                       |
| Dorfstraße 30 (Standort)                                    | Fresko                                     | Heiliger Florian, Anfang 19. Jahrhundert; an der Traufseite des Bauernhauses. | D-7-77-171-11 | Fresko                               |
| Füssener Straße 18 (Standort)                               | Ölbild auf Holz                            | Heiliger Florian, zweite Hälfte 18. Jahrhundert; am Giebel. | D-7-77-171-13 | Ölbild auf Holz                      |
| Taulerstraße 1 (Standort)                                   | Bauernhaus                                 | Mittertennbau mit Hakenschopf, über Tenne bezeichnet mit „1843“. | D-7-77-171-14 | Bauernhaus                           |

### Bachthal
| Lage                 | Objekt     | Beschreibung                                                                                       | Akten-Nr.     | Bild       |
| -------------------- | ---------- | -------------------------------------------------------------------------------------------------- | ------------- | ---------- |
| Bachtal 3 (Standort) | Bauernhaus | Wohnteil mit flachem Satteldach 18. Jahrhundert, der Wirtschaftsteil im 19. Jahrhundert verändert. | D-7-77-171-39 | Bauernhaus |

### Dattenried
| Lage                    | Objekt                                | Beschreibung | Akten-Nr.     | Bild                                  |
| ----------------------- | ------------------------------------- | --- | ------------- | ------------------------------------- |
| Dattenried 3 (Standort) | Katholische Kapelle Mariä Heimsuchung | Massiver Rechteckbau mit eingezogenem Chor mit Dreiseitschluss, vorgestellter Westturm mit oktogonalem Glockengeschoss und Spitzhelm, im Kern 1677, Dachtragwerk bezeichnet mit „1745“; mit Ausstattung. | D-7-77-171-16 | Katholische Kapelle Mariä Heimsuchung |

### Echt
| Lage              | Objekt    | Beschreibung                                         | Akten-Nr.     | Bild      |
| ----------------- | --------- | ---------------------------------------------------- | ------------- | --------- |
| Echt 1 (Standort) | Hausfigur | Heiliger Antonius von Padua, Anfang 18. Jahrhundert. | D-7-77-171-17 | BW        |
| Echt 3 (Standort) | Hausfigur | Kruzifix, 18. Jahrhundert.                           | D-7-77-171-18 | Hausfigur |

### Geisenhofen
| Lage                     | Objekt             | Beschreibung | Akten-Nr.     | Bild           |
| ------------------------ | ------------------ | --- | ------------- | -------------- |
| Geisenhofen 3 (Standort) | Kapelle St. Joseph | Gemauerter Rechteckraum mit eingezogenem Chor mit Flachrundschluss, vorkragender Giebelreiter mit achteckigem Glockengeschoss und Zwiebelhaube, vielleicht von Franz Karl Fischer, bezeichnet mit „1760“; mit Ausstattung. | D-7-77-171-19 | weitere Bilder |

### Heggen
| Lage                 | Objekt                                   | Beschreibung | Akten-Nr.     | Bild           |
| -------------------- | ---------------------------------------- | --- | ------------- | -------------- |
| Heggen 18 (Standort) | Katholische Kapelle heiliger Franz Xaver | Gemauerter Rechteckbau mit eingezogenem Chor mit konvex-konkav geschwungenem Schluss, gemauertem Dachreiter mit achteckigem Glockenaufsatz und Zwiebelhaube, dreipassförmig ausladende Fenster im Langhaus und Chor, wohl von Franz Karl Fischer, bezeichnet mit „1749“; mit Ausstattung. | D-7-77-171-21 | weitere Bilder |

### Hofen
| Lage                | Objekt                                     | Beschreibung | Akten-Nr.     | Bild           |
| ------------------- | ------------------------------------------ | --- | ------------- | -------------- |
| Hofen 12 (Standort) | Katholische Kapelle St. Antonius von Padua | Gemauerter Rechteckbau mit eingezogenem Chor mit Halbrundapsis, westlich gemauerter Turm mit Ecklisenen, Gurtgesimsen, achteckigem Glockengeschoss und Zwiebelhaube, bezeichnet mit „1709“; mit Ausstattung. | D-7-77-171-23 | weitere Bilder |

### Remnatsried
| Lage                                                       | Objekt                             | Beschreibung | Akten-Nr.              | Bild                               |
| ---------------------------------------------------------- | ---------------------------------- | --- | ---------------------- | ---------------------------------- |
| Beim Stein, 220 m nordwestlich der Pfarrkirche. (Standort) | Kreuzstein, sogenannter Freistein  | Unregelmäßige Stele aus Sandstein mit Kreuzritzungen, 17./18. Jahrhundert. | D-7-77-171-28          | Kreuzstein, sogenannter Freistein  |
| Remnatsried 4 (Standort)                                   | Zugehöriger Kornkasten             | Ebenerdiger Blockbau, zweite Hälfte 17. Jahrhundert; unter Stadel mit Flachsatteldach, wohl Anfang 19. Jahrhundert. | D-7-77-171-25 Wikidata | Zugehöriger Kornkasten             |
| Remnatsried 8 (Standort)                                   | Bauernhaus                         | Mitterstallbau mit zweigeschossigem Wohnteil, Flachsatteldach mit Flugpfette und profilierten Kopfbändern, im Kern Mitte 18. Jahrhundert, später verändert. | D-7-77-171-26          | Bauernhaus                         |
| Remnatsried 9 (Standort)                                   | Bauernhaus, früher Pfarrhof        | Stattlicher zweigeschossiger giebelständiger Satteldachbau, drittes Drittel 19. Jahrhundert. | D-7-77-171-1           | Bauernhaus, früher Pfarrhof        |
| Remnatsried 23 (Standort)                                  | Katholische Pfarrkirche St. Thomas | Saalbau mit eingezogenem Chor mit Dreiseitschluss und asymmetrisch in die Westfassade einbezogenem Turm mit Bogenfries im Untergeschoss, oktogonalem Obergeschoss und Zwiebelhaube, im Kern spätromanische Anlage, nach Mitte 15. Jahrhundert erweitert, Chorneubau durch Johann Georg Schilcher, 1770, Turmobergeschoss 1680; mit Ausstattung. | D-7-77-171-27          | Katholische Pfarrkirche St. Thomas |

### Riedhof
| Lage                 | Objekt                     | Beschreibung | Akten-Nr.     | Bild                       |
| -------------------- | -------------------------- | --- | ------------- | -------------------------- |
| Riedhof 1 (Standort) | Hausfigur heiliger Stephan | Ende 17. Jahrhundert. | D-7-77-171-29 | Hausfigur heiliger Stephan |
| Riedhof 2 (Standort) | Hausfigur                  | Kruzifix, Anfang 18. Jahrhundert. | D-7-77-171-30 | Hausfigur                  |
| Riedhof 6 (Standort) | Katholische Lourdeskapelle | Lisenengegliederter Rechteckbau mit Satteldach und Dreiseitschluss, offenes Vorzeichen mit Walmdach und offener Dachreiter mit Pyramidendach, 1895. | D-7-77-171-31 | Katholische Lourdeskapelle |

### Salchenried
| Lage                      | Objekt                             | Beschreibung | Akten-Nr.     | Bild                               |
| ------------------------- | ---------------------------------- | --- | ------------- | ---------------------------------- |
| Salchenried 2 (Standort)  | Katholische Kapelle St. Laurentius | Rechteckbau mit Satteldach und eingezogenem Halbrundchor, über Konsole vorspringender Giebelreiter mit achteckigem Glockengeschoss und Zwiebelhaube, bezeichnet mit „1766“; mit Ausstattung. | D-7-77-171-32 | Katholische Kapelle St. Laurentius |
| Salchenried 15 (Standort) | Hausfigur                          | Heiliger Wendelin, 18. Jahrhundert. | D-7-77-171-33 | BW                                 |

### Steinbach
| Lage                     | Objekt                              | Beschreibung | Akten-Nr.     | Bild           |
| ------------------------ | ----------------------------------- | --- | ------------- | -------------- |
| Hauptstraße 9 (Standort) | Kapelle St. Magnus und St. Wendelin | Saalbau mit Satteldach, eingezogenem Chor mit Halbrundapsis, abgewalmtem Vorzeichen und über Konsole vorspringendem Giebelreiter mit achteckigem Glockengeschoss und Zwiebelhaube, 1726 wohl nach Plänen Johann Georg Fischers, unter Verwendung von Teilen eines Vorgängerbaus von 1658/60; mit Ausstattung. | D-7-77-171-34 | weitere Bilder |

### Wies
| Lage                    | Objekt                               | Beschreibung | Akten-Nr.     | Bild                                 |
| ----------------------- | ------------------------------------ | --- | ------------- | ------------------------------------ |
| Wies; Wies 5 (Standort) | Zugehöriger freistehender Kornkasten | Blockbau, erste Hälfte 17. Jahrhundert, unter verschaltem Überbau, erste Hälfte 19. Jahrhundert; am Wiederkehr des Bauernhauses Gemälde, Öl auf Holz, zweite Hälfte 18. Jahrhundert. | D-7-77-171-37 | Zugehöriger freistehender Kornkasten |

### Winkel
| Lage                           | Objekt                           | Beschreibung                                                                           | Akten-Nr.     | Bild                             |
| ------------------------------ | -------------------------------- | -------------------------------------------------------------------------------------- | ------------- | -------------------------------- |
| Südlich des Weilers (Standort) | Katholische Kapelle St. Quirinus | Rechteckbau mit Satteldach und Halbrundapsis, spätes 17. Jahrhundert; mit Ausstattung. | D-7-77-171-38 | Katholische Kapelle St. Quirinus |

## Ehemalige Baudenkmäler
In diesem Abschnitt sind Objekte aufgeführt, die früher einmal in der Denkmalliste eingetragen waren, jetzt aber nicht mehr. Objekte, die in anderem Zusammenhang also z. B. als Teil eines Baudenkmals weiter eingetragen sind, sollen hier nicht aufgeführt werden. Aktennummern in diesem Abschnitt sind ehemalige, jetzt nicht mehr gültige Aktennummern.

| Lage                           | Objekt    | Beschreibung                               | Akten-Nr.     | Bild      |
| ------------------------------ | --------- | ------------------------------------------ | ------------- | --------- |
| Pracht 400 Meter südöstlich () | Bildstock | Pfeiler mit Nische, bezeichnet mit „1728“. | D-7-77-171-24 | Bildstock |

## Abgegangene Baudenkmäler
In diesem Abschnitt sind Objekte aufgeführt, die früher einmal in der Denkmalliste eingetragen waren, jetzt aber nicht mehr existieren, z. B. weil sie abgebrochen wurden. Aktennummern in diesem Abschnitt sind ehemalige, jetzt nicht mehr gültige Aktennummern.

| Lage                                 | Objekt     | Beschreibung                                                | Akten-Nr.     | Bild       |
| ------------------------------------ | ---------- | ----------------------------------------------------------- | ------------- | ---------- |
| Stötten Burker Straße 3 d (Standort) | Bauernhaus | Hakenschopf und Mittertenne, um 1830/40; um 2015 abgerissen | D-7-77-171-12 | Bauernhaus |